# Операция «Удар в пустыне»
«Удар в пустыне» (англ. Desert Strike) — военная операция, проведённая США против Ирака в сентябре 1996 года.
После войны в Персидском заливе (1991) населённые курдами северные районы Ирака практически вышли из-под контроля официальных иракских властей. Резолюция ООН № 688 запрещала Ираку вести боевые действия на курдской территории, что было связано с происходившими ранее многолетними репрессиями курдского населения. В то же время в Курдистане разгорелась борьба за власть между двумя курдскими группировками — Демократической партией Курдистана и Патриотическим союзом Курдистана. 31 августа 1996 года иракская армия вмешалась в продолжающуюся борьбу, захватив город Киркук и разгромив расположенный там штаб Патриотического союза Курдистана, по некоторым источникам, получавшего финансовую помощь от ЦРУ США.
В ответ на нарушение резолюции ООН и с учётом возможных действий иракской армии на юге страны против шиитов (что также запрещалось резолюцией 688) американское руководство приняло решение о нанесении военного удара по Ираку, чтобы продемонстрировать решимость США защищать курдские и шиитские территории. Операция получила название «Удар в пустыне» (по аналогии с предыдущими военными операциями).

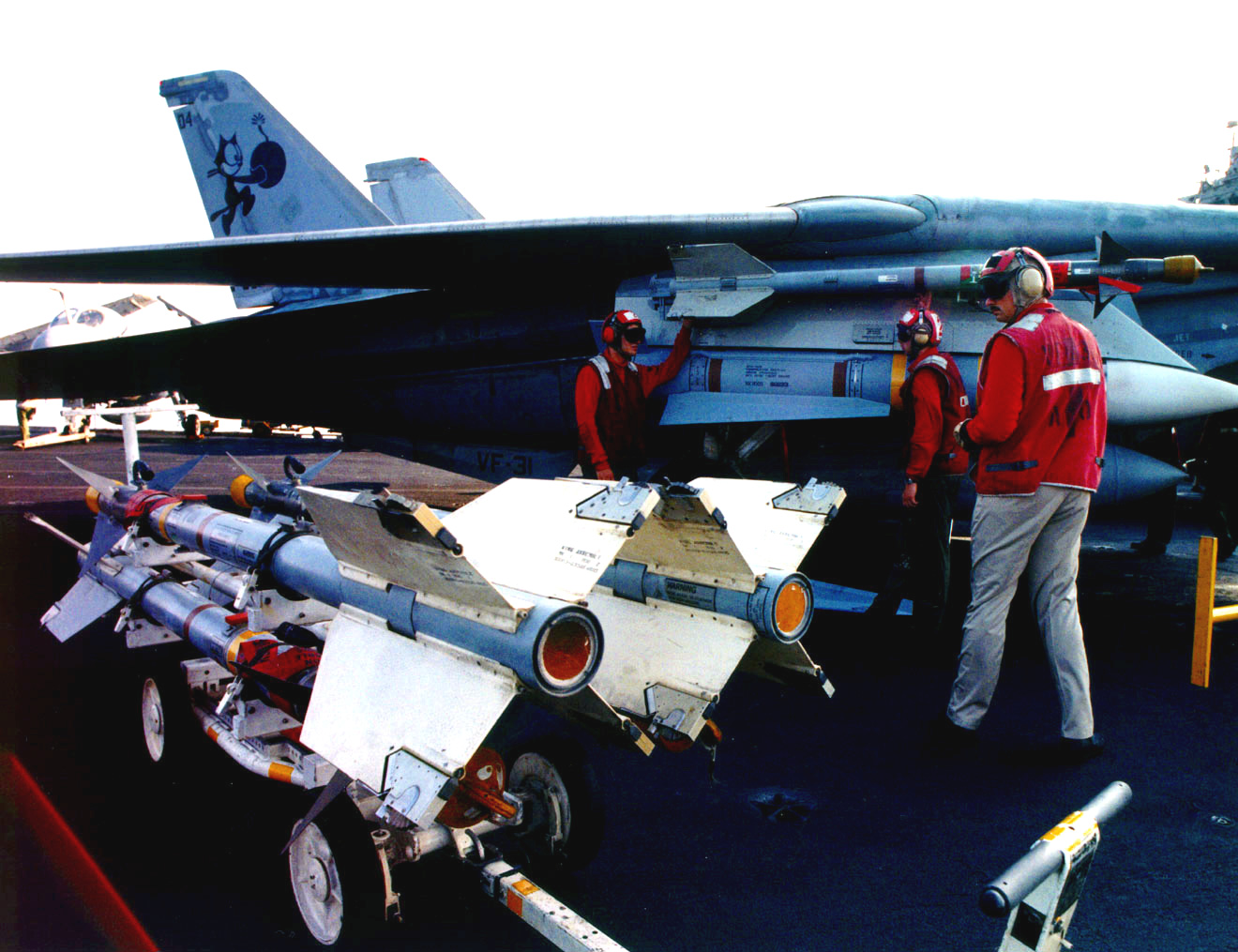
Подвеска ракет на американский палубный истребитель F-14 перед первым вылетом в новой неполётной зоне на юге Ирака. 4 сентября 1996 года

3 сентября 1996 года с кораблей ВМС США в Персидском заливе и двух стратегических бомбардировщиков B-52 (авиабаза Диего-Гарсия) было выпущено 27 крылатых ракет по позициям ПВО Ирака на юге страны. 4 сентября было выпущено ещё 17 ракет. На этом боевые действия завершились. Кроме того, США и Великобритания сделали заявления о расширении запретной для полётов иракской авиации зоны, введённой в 1991 году. Ранее северная часть этой зоны доходила до 32-й параллели; теперь она была расширена на север до 33-й параллели. Франция, чьи самолёты наряду с американскими и британскими принимали участие в патрулировании этой зоны, не признала расширения и продолжала считать её границей 32-ю параллель.
Операция «Удар в пустыне» носила в первую очередь демонстрационный характер, хотя, как утверждалось, достигла и военного успеха. Ирак прекратил свои действия в курдских районах и не предпринимал никаких действий в шиитских.